# Konstantin III. (Gegenkaiser)

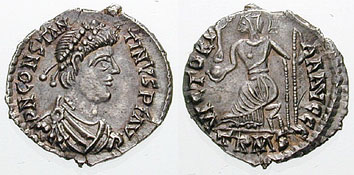
Porträt Konstantins III. auf einer siliqua, auf dem Revers eine Huldigung an den siegreichen Augustus

Konstantin (III.), eigentlich Flavius Claudius Constantinus, († August oder September 411) ließ sich im Jahr 407 in Britannien von seinen Truppen zum römischen Kaiser ausrufen und regierte bis 411, wobei seine Bedeutung in der römischen Reichsgeschichte deutlich geringer ist als in der britischen, denn hier steht Konstantin am Wendepunkt der römischen Zeit der Insel zur Unabhängigkeit und galt mittelalterlichen Autoren sogar als Großvater des legendären Königs Artus, was jedoch historisch nicht belegt werden kann.
Da Konstantin (III.) nie reichsweit anerkannt wurde, führt er die Ordnungszahl III. nur inoffiziell bzw. aus weströmischer Perspektive. In den ost- bzw. gesamtrömischen Kaiserlisten ist diese dem byzantinischen Kaiser Konstantin III. († 641) vorbehalten.

## Leben
Der gesamte Ablauf der Ereignisse im Zusammenhang mit Konstantin III. ist nicht exakt datierbar, da das Jahr des Rheinübergangs von 406 ebenfalls noch umstritten ist. In der Nacht des 31. Dezember 406 überschritten mehrere germanische Verbände, darunter die Vandalen, Burgunden, Sueben sowie die iranischen Alanen, den Rhein vermutlich bei Mogontiacum und überrannten anscheinend mühelos die dortige Garnison; im Anschluss daran erfolgte der zeitweilige Zusammenbruch der römischen Grenzverteidigung am Rhein und die Verwüstung bzw. Brandschatzung großer Gebiete der germanischen und gallischen Provinzen.
Schon vor dieser Invasion, die vielleicht durch innerrömische Konflikte ausgelöst wurde, waren auch die britischen Provinzen in Aufruhr. In den Jahren 401/402 waren zahlreiche Einheiten aus der britischen Provinzarmee herausgezogen worden, um mit ihrer Hilfe das Kernland des Westreiches, Italien, gegen die Goten Alarichs zu verteidigen; unter den verbliebenen Truppen, die vermutlich auch nicht mehr regelmäßig besoldet werden konnten, wuchs der Unmut darüber immer mehr an. Anders als noch zur Zeit des frühen und mittleren Kaiserreiches galt ihre Loyalität nicht mehr der Armee und dem regierenden Kaiser, sondern hauptsächlich ihrer Heimatprovinz. Viele der Grenzsoldaten waren auf der Insel geboren und aufgewachsen, dann durch die spätantike Armeereform zu Landbesitzern geworden und waren deswegen in erster Linie daran interessiert, ihre Familien und ihren Besitz zu verteidigen.
Wahrscheinlich auch von der britischen Oberschicht ermutigt, die im Südosten große Landgüter besaß, erhob sich die Armee in Britannien schließlich gegen die Zentralregierung in Ravenna. Nacheinander wurden daher seit dem Jahr 405 von den Soldaten mehrere Kaiser ausgerufen; zwei von ihnen (Marcus und Gratian, über die ansonsten nichts Näheres bekannt ist) wurden schon nach wenigen Monaten wieder abgesetzt und getötet. Anfang des Jahres 407 erfolgte die Usurpation Konstantins, der angeblich nur als einfacher Soldat in der Armee gedient hatte. Orosius zufolge wurde Konstantin, dessen familiäre Herkunft ebenfalls im Dunkeln liegt, auch deshalb ausgewählt, weil sein Name an eine ruhmreichere Vergangenheit erinnerte. Sein Vorgänger Konstantin der Große hatte ca. 100 Jahre zuvor von der nördlichen Metropole Eboracum (York) aus einen beispiellosen Siegeszug angetreten, der ihn schließlich bis zur Alleinherrschaft über das Reich führte. Nach Prokopios von Caesarea war er hingegen „kein unbekannter Mann“, möglicherweise hatte er vor seiner Erhebung schon das Amt des obersten Heerführers der Provinzstreitkräfte, in diesem Fall das des Comes Britanniarum, innegehabt. Orosius’ Behauptung, Konstantin sei ein gesellschaftlicher Niemand gewesen, gibt daher vielleicht nur die damalige Siegerpropaganda der Regierung in Ravenna nach der Beseitigung des Usurpators wieder. Es ist vermutet worden, dass der eigentliche Drahtzieher der Ereignisse nicht Konstantin selbst, der dafür nur als prominente Galionsfigur gedient habe, sondern der Militär Gerontius gewesen sein könnte, der schon bald seine eigenständige Politik verfolgen sollte.
Die Sicherheitslage der Provinzen, die für das Reich nicht wirtschaftlich oder als Rekrutierungsgebiet von essentieller Bedeutung waren, war wegen der sinkenden Macht des westlichen Kaisertums zunehmend schlecht. Besonders das stark vom Militär geprägte Britannien war schon immer anfällig für Usurpationen gewesen. Ende des 3. Jahrhunderts konnte es unter Carausius und Allectus eine Zeit lang seine Unabhängigkeit behaupten. Im 4. Jahrhundert war von dort die Erhebung des Magnus Maximus ausgegangen. Das westlichste Randgebiet des Römischen Imperiums fühlte sich durch die Politik des Kaisers im fernen Rom bzw. später in Ravenna anscheinend grob vernachlässigt. Aufgrund der ständigen Truppenabzüge wurden seine Grenzen immer öfter von Plünderern heimgesucht. Aus all diesen Gründen hatten Aufrührer dort wohl leichtes Spiel.

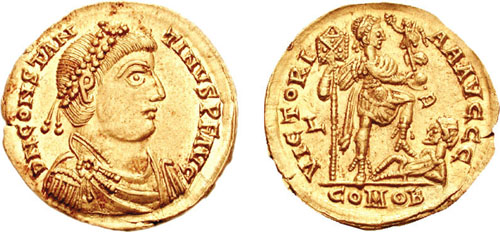
Solidus mit dem Porträt Konstantins (III.) Auf dem Revers ist er als siegreicher General dargestellt, der eine Victoria in der einen und ein vexillum in der anderen Hand hält. Sein Fuß tritt symbolisch auf einen am Boden liegenden unterworfenen Feind – diese Szene imitiert die Prägungen der legitimen Kaiser Flavius Honorius und Arcadius.

Konstantin hatte vermutlich seine Würde nicht erhalten, um nun auch noch den Rest des Weströmischen Reiches zu erobern und zu beherrschen, sondern in erster Linie, um die britannischen Provinzen zu regieren und mit seiner Feldarmee die ständigen Einfälle der nördlichen Barbarenstämme und von der See her abzuwehren. Nur Britannien sollte sein Imperium sein und die ihm zufließenden Steuereinnahmen sollten mutmaßlich ausschließlich zum Unterhalt der Provinzarmee verwendet werden. Doch Konstantin hatte andere Prioritäten: Entweder folgte er einem Hilferuf der gallischen Nobilität oder die dortige Anarchie weckte in ihm den Ehrgeiz, die augenscheinliche Schwäche und Handlungsunfähigkeit des Kaisers in Ravenna auszunutzen und sein kleines Reich auf dessen Kosten noch weiter auszudehnen. Möglich wäre auch, dass er befürchtete, sich auf Dauer im isolierten Britannien (wie einst auch Carausius) nicht halten zu können, ohne auch das Festland zu kontrollieren. Konstantin überquerte daher den Ärmelkanal und landete mit seiner Armee bei Bononia (Boulogne) auf gallischem Boden. In seinem Gefolge (comitatus) führte er wohl nur die (wahrscheinlich ohnehin auf ihn persönlich eingeschworenen) mobilen Einheiten (comitatenses) und (wenn überhaupt) nur wenige Grenzsoldaten (limitanei) mit sich. Möglicherweise zog er hierfür auch die letzten Besatzungen aus Wales ab, so dass die britischen Provinzen nur noch von den Grenz- und Küstenwachverbänden im Norden und im Südosten verteidigt wurden. Der Befehlshaber der Nordgrenze und des Hadrianswalles in Eboracum, der Dux Britanniarum und sein Pendant im Südosten, der Comes litoris Saxonici per Britanniam, am Litus saxonicum (Sachsenküste), sahen wohl keinen Nutzen darin, ihre Garnisonen wegen des kontinentalen Abenteuers ihres – ohnehin nur nominell – übergeordneten Kollegen zu schwächen.

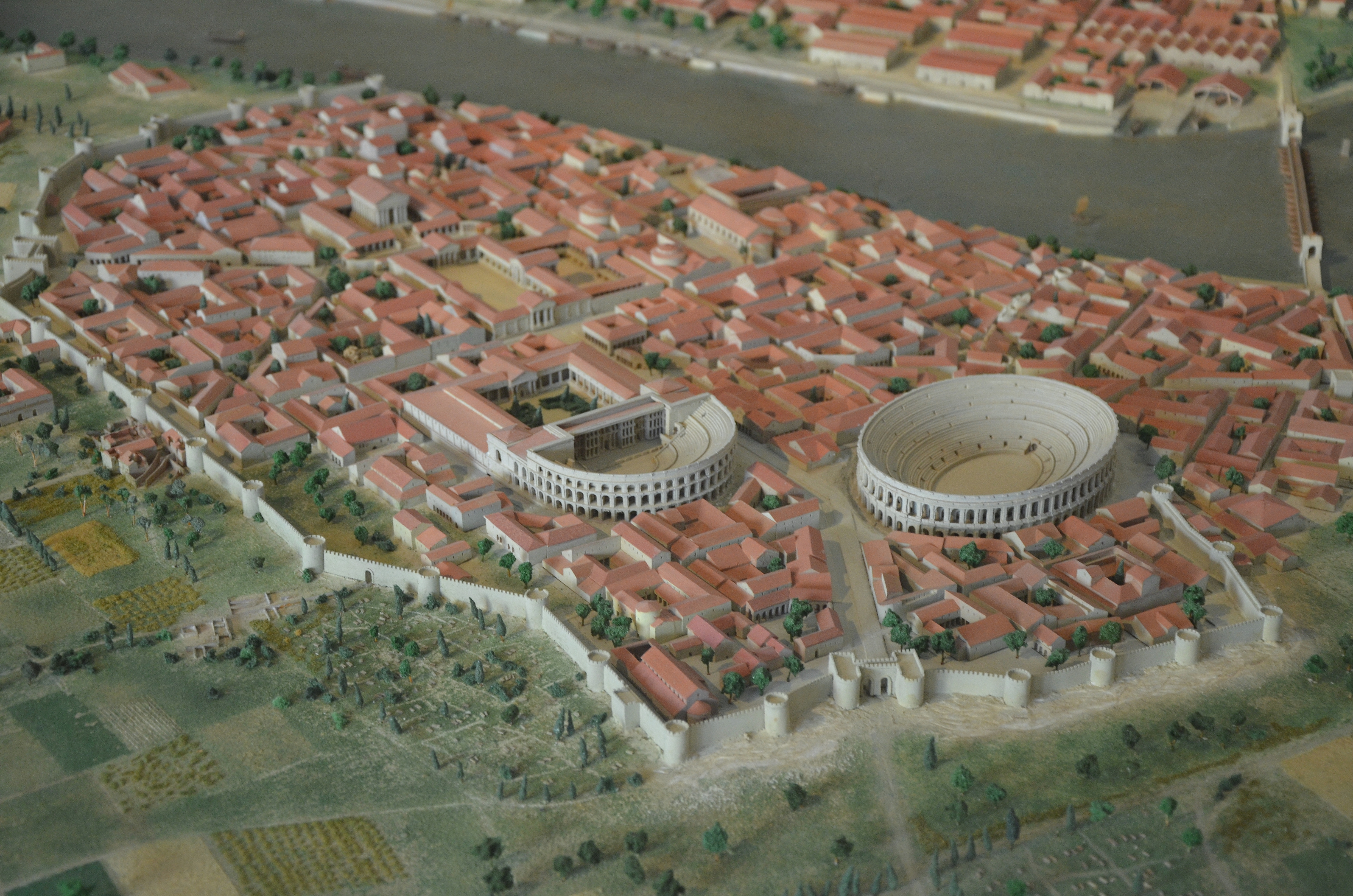
Modell von Arelate im 4. Jahrhundert

Konstantins Generäle Justinian – vielleicht identisch mit einem praepositus dieses Namens, der in der letzten bekannten römischen Bauinschrift aus Britannien (AE 1954, 15) aufscheint – und Nebiogastes, die die Vorhut befehligten, wurden jedoch von Sarus (den der Heermeister des Westens, Stilicho, mit der Niederschlagung des Aufstandes beauftragt hatte) in einem Gefecht geschlagen. Nebiogastes wurde kurz darauf in der Nähe von Valence getötet. Konstantin entsandte weitere Truppen, angeführt von Edobich und Gerontius, die Sarus zwangen, sich nach Italien zurückzuziehen, wobei er sich die Alpenüberquerung von rebellischen Bagauden erkaufen musste. Konstantin sicherte danach erfolgreich die Rheingrenze und bemannte die Wachposten an den Straßen von Gallien nach Italien neu. Im Mai 408 wählte er das südgallische Arelate (Arles) zu seiner Residenz, wo er Apollinaris, den Großvater des Dichters Sidonius Apollinaris, als Prätorianerpräfekten einsetzte.
Im Sommer des Jahres 408 wurden in Italien Truppen zum Gegenangriff gesammelt. Konstantin musste gegen Familienmitglieder des Honorius in Hispanien vorgehen, die dort einst Partei für den östlichen Imperator, Theodosius I., ergriffen hatten. Er befürchtete, sie würden von dort aus eine zweite Front gegen ihn eröffnen, während die Truppen von Sarus und Stilicho ihn von Italien aus in die Zange nähmen. Er holte hierfür seinen ältesten Sohn Constans aus dem Kloster, erhob ihn zum Caesar (Mitkaiser) und setzte ihn mit Gerontius’ Armee nach Spanien in Marsch. Sein jüngerer Sohn Julian erhielt den Titel Nobilissimus. Die Verwandten des Honorius konnten schließlich knapp geschlagen werden. Zwei von ihnen, Didymus und Theodosiolus, gerieten in Gefangenschaft, während den beiden anderen, Lagodius und Verianus, die Flucht nach Konstantinopel gelang, wo inzwischen Honorius’ Neffe Theodosius II. den Thron des Ostreichs bestiegen hatte.
Constans ließ seine Frau und seinen Haushalt in der Obhut von Gerontius in Caesaraugusta (Saragossa) zurück, um in Arles Bericht zu erstatten. In der Zwischenzeit meuterten am 13. August 408 die Truppen in Ticinum, einen Tag später folgte die Hinrichtung Stilichos in Ravenna. Sein Gefolgsmann Sarus verließ daraufhin die kaiserliche Armee, gefolgt von seinen Männern, und ließ Honorius mit unbedeutendem militärischem Schutz in Ravenna zurück, der sich nun gotischen Rebellen unter Alarich gegenübersah, die in dieser Zeit ungehindert durch Etrurien marschierten. Als Konstantins Abgesandte in Ravenna zu Verhandlungen eintrafen, war Honorius daher gezwungen, ihn vorerst als Mitkaiser anzuerkennen. Im Frühjahr und Herbst 409 scheinen entsprechende Absprachen getroffen worden zu sein.
Konstantin stand nun im Zenit seiner Macht. Im September des Jahres 409 hatten jedoch jene Germanenstämme, die den Rhein vor knapp zwei Jahren überschritten hatten und seitdem plündernd durch Gallien zogen, die Pyrenäen erreicht, wo sie Konstantins Stellungen durchbrachen und in Spanien einfielen. Der Usurpator versuchte sie danach als Partner zu gewinnen. Gleichzeitig schloss er einen Pakt mit Franken und Burgunden. Dies garantierte ihnen eine privilegierte Stellung und die Versorgung durch den römischen Staat. Vermutlich unterstützte auch die gallische Elite diese Pläne, da sie ihre Steuergelder lieber im eigenen Land investierte, anstatt sie nach Ravenna abzuführen. Honorius verlor dadurch für einen längeren Zeitraum die militärische Kontrolle über Gallien und Spanien.
Während Konstantin Vorbereitungen traf, seinen Sohn Constans nach Spanien zurückzuschicken, erreichte ihn die Nachricht, dass Gerontius sich gegen ihn erhoben und seinen Sohn (oder Untergebenen) Maximus zum Kaiser gemacht hatte. Im Jahr 410 rückte Gerontius nach Gallien vor. Gleichzeitig bedrohten sächsische Piraten Britannien, das Konstantin offensichtlich weitestgehend sich selbst überlassen hatte. Aufgebracht darüber, dass ihr Kaiser ihnen keine Unterstützung sandte, rebellierten nun die Bürger von Britannien und Aremorica und verjagten seine dort noch verbliebenen Anhänger.
Konstantin marschierte daraufhin 410 mit den ihm noch verbliebenen Truppen gegen Italien, ermutigt durch seinen Kontakt mit Allobichus, der zu dieser Zeit nach einer Soldatenrevolte am Hof des Honorius in Ravenna dort als Heermeister (magister militum) eine wichtige Machtstellung innehatte. Zwar ist die genaue Natur der Absprachen zwischen Konstantin und Allobichus unklar, doch lässt sich vermuten, dass Allobichus Honorius durch einen fähigeren Regenten ersetzt sehen wollte. Als allerdings Allobichus am Hof als Verräter hingerichtet wurde, musste Konstantin wieder den Rückzug nach Gallien antreten. Damit konnte er auch die Niederlage, die die Plünderung Roms durch Alarich im Sommer des Jahres für Honorius bedeutete, nicht zu seinem Vorteil nutzen. Seine Truppen wurden vielmehr 410 oder 411 (die Chronologie ist unsicher) von Gerontius bei Vienne geschlagen, wo sein Sohn Constans in Gefangenschaft geriet und hingerichtet wurde. Konstantins Prätorianerpräfekt Decimius Rusticus, der Apollinaris ersetzt hatte, wandte sich daraufhin von Konstantin ab und wurde später im Rheinland im Zuge der Rebellion des Jovinus ergriffen. Gerontius schloss Konstantin in Arles ein und belagerte die Stadt.

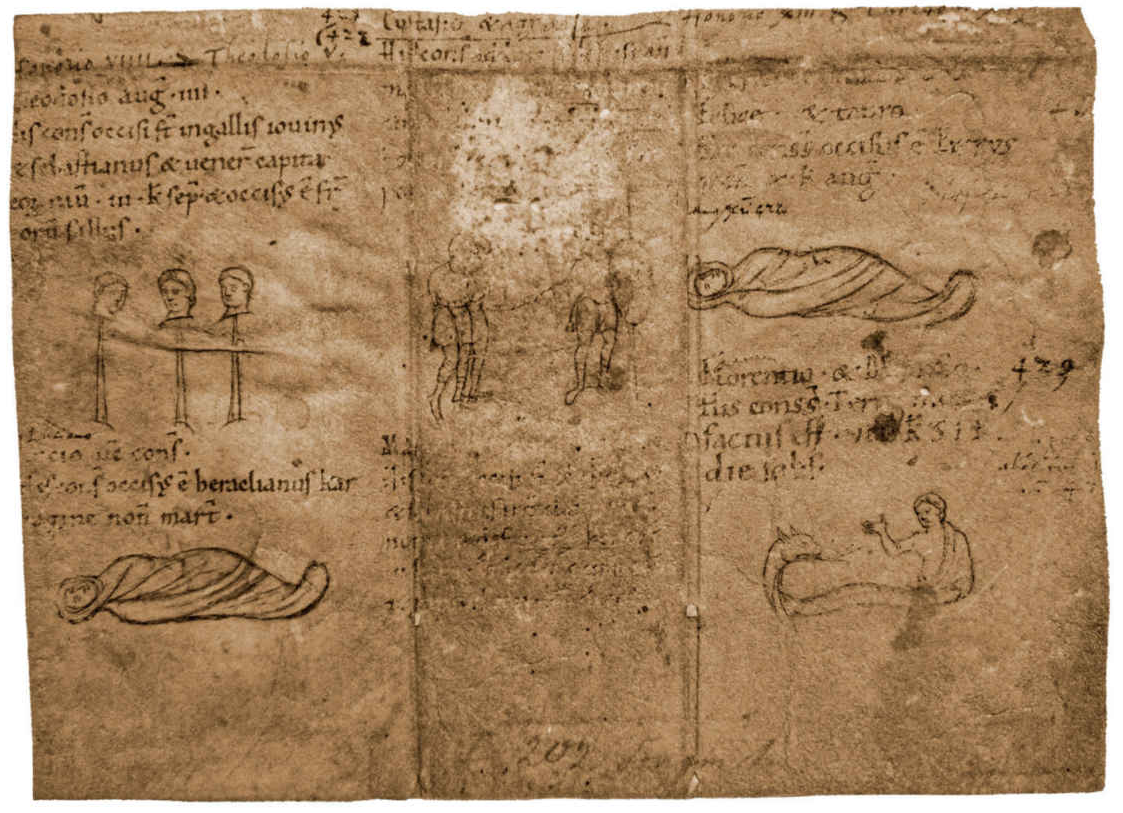
Illustriertes Fragment der Annales Ravennatenses in der Domstiftbibliothek Merseburg; oben links ist illustriert, wie der Kopf Konstantins III. auf einem Pfahl aufgespießt und öffentlich ausgestellt wird

Zur gleichen Zeit trat ein neuer, fähiger General in Honorius’ Dienste. Flavius Constantius, der spätere Constantius III., erschien bald darauf mit seinem Heer vor Arles, schlug Gerontius in die Flucht und setzte die Belagerung fort. Konstantin hielt in der Hoffnung auf Entsatz durch seinen General Edobich weiter stand, der in Nordgallien Truppen gegen die Franken aushob, aber nach seiner Ankunft von Constantius durch eine Kriegslist in die Flucht geschlagen wurde. Konstantins letzte Hoffnung schwand, als auch die Rheinarmee zum Usurpator Jovinus überlief, so dass er schließlich gezwungen war, sich zu ergeben. Trotz einer Zusage sicheren Geleits und Konstantins Bereitschaft in den geistlichen Stand einzutreten, kerkerte Constantius ihn ein und ließ ihn im August oder September des Jahres 411 enthaupten.
Gerontius beging daraufhin in Spanien Selbstmord, auch Jovinus’ Usurpation wurde von Constantius beendet, der schließlich im Jahr 421 zum Schwager und Mitkaiser des Honorius aufstieg; aber Rom gelang es nach Konstantins Tod nie wieder, in Britannien Fuß zu fassen. Wie der Historiker Prokopios von Caesarea später erläuterte, blieb Britannien ab dieser Zeit unter der Herrschaft von Tyrannen. (d. h. wohl Usurpatoren).